# Saulce-sur-Rhône
Saulce-sur-Rhône település Franciaországban, Drôme megyében. Lakosainak száma 1882 fő (2022. január 1.). Saulce-sur-Rhône Baix, Cliousclat, Loriol-sur-Drôme, Mirmande és Les Tourrettes községekkel határos.

## Népesség
A település népessége az elmúlt években az alábbi módon változott:
| Lakosok száma | 1125 | 1210 | 1443 | 1641 | 1832 | 1844 | 1855 | 1844 | 1838 | 1882 |
|               | 1968 | 1982 | 1990 | 2006 | 2013 | 2015 | 2017 | 2019 | 2020 | 2022 |